# Toneri no Miko
O príncipe Toneri no Miko (舎人皇子, [[[676]] - 735] Erro: {{japonês}}: texto da transliteração contém caractere não latino (pos 17) (ajuda)) foi membro da família imperial  e político durante o Período Nara da história do Japão .

## Vida
Toneri era o quinto filho do Imperador Tenmu, e sétimo filho da princesa Nitabe, quarta consorte de Tenmu que era filha do Imperador Tenji.
Toneri era casado com Taima no Yamashiro (ou Tagima) com quem teve muitos filhos: Mihara, Mishima, Fune, Ikeda, Moribe, Miura e Ōi (que se tornou mais tarde o imperador Junnin).
Ganhou enorme prestígio nos reinados do Imperador Mommu (697 - 707) e da Imperatriz Gemmei (707 - 715).
No início do período Nara (710), se tornou líder da família imperial, juntamente com o príncipe Nagaya.
Supervisionou a compilação do Nihon Shoki (Crônicas do Japão) apresentada a Imperatriz Gensho em 720, a primeira das seis histórias oficiais do Japão escritas entre os séculos VIII e IX.
Pouco tempo depois foi nomeado Daijō Daijin neste mesmo ano.
Foi Daijō Daijin até sua morte em 735 já no reinado do Imperador Shōmu.
Alguns de seus descendentes adotaram o sobrenome Kiyohara a partir de 830. Como Kiyohara no Natsuno , seu bisneto, neto de seu filho Príncipe Mihara , Kiyohara no Fukayabu , Kiyohara no Motosuke e sua filha, Sei Shonagon.
| Precedido por Príncipe Hozumi no Miko | 5º Daijō Daijin (720 - 735) | Sucedido por Príncipe Suzuka no Ōkimi |